# Яким Банчев
Яким Банчев Христов е български художник, живописец.

## Биография
Яким Банчев е роден на 6 май 1884 година в Ловеч. През 1905 година завършва живопис в Художествената академия в Торино. Като студент взема участие в изложба в Торино с творбата си „Голо тяло“ и получава І награда (картината се намира в Торинския музей).
Участва в Първата световна война като запасен поручик, временен командир на рота, военен художник, взводен командир в щаба на Седемнадесети пехотен доростолски полк в Девета пехотна плевенска дивизия. За бойни отличия и заслуги във войната е награден с ордени „За военна заслуга“ V, степен и „Св. Александър“ V степен.
След войната заминава на специализация в САЩ, където престоява 10 години, и през 1935 година се завръща в България. Работи в областта на портрета и фигуралната композиция, рисува и картини с военна тематика. Първа самостоятелна изложба урежда в САЩ. Творби: „Булаирски позиции“, „Голо тяло“ (1906). Оставя много рисунки-портрети на свои професори в Италия и САЩ, на научни работници, културни дейци и др. Награден с орден „Кирил и Методий“ – ІІ ст. (1960).
Умира на 19 януари 1967 година в София.